# Wilhelm Heinrich (Nassau-Usingen)

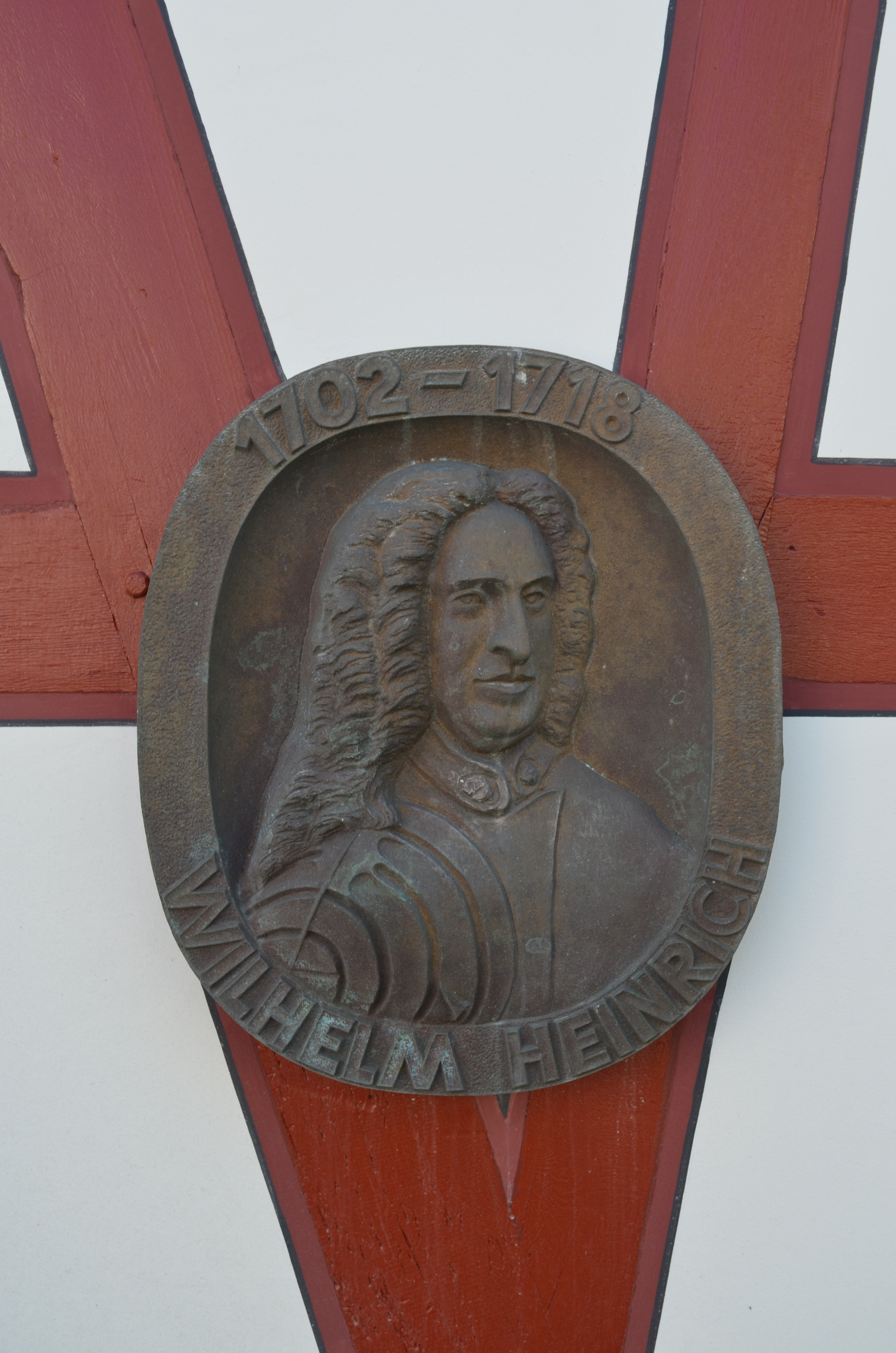
Plakette Wilhelm Heinrichs am Alten Rathaus Wilhelmsdorf

Wilhelm Heinrich von Nassau-Usingen (* 2. Mai 1684 in ’s-Hertogenbosch; † 14. Februar 1718 in Usingen) war von 1702 bis 1718 Fürst von Nassau-Usingen.

## Familie
Wilhelm Heinrich war der Sohn von Fürst Walrad von Nassau-Usingen und Catherine Françoise, Comtesse de Croÿ-Roeulx.
Wilhelm Heinrich heiratete am 15. April 1706 Prinzessin Charlotta Amalia von Nassau-Dillenburg (1680–1738), Tochter des Fürsten Heinrich von Nassau-Dillenburg, und hatte mit ihr neun Kinder, von denen jedoch fünf schon innerhalb des ersten Lebensjahres starben:
- Franziska Dorothea (1707–1750)
- Heinrich Ferdinand (1708–1708)
- Amalie Friederike (1709–1709)
- Wilhelm Adolf (1710–1710)
- Karl (1712–1775), Fürst von Nassau-Usingen
- Ludwig August (1714–1714)
- Hedwig Henriette (1714–1786), Kanonissin im Stift Herford
- Johanna Christine (1715–1716)
- Wilhelm Heinrich (1718–1768), Fürst von Nassau-Saarbrücken

Nach seinem Tod im Jahr 1718 folgte ihm sein minderjähriger Sohn Karl als Fürst von Nassau-Usingen nach. Charlotte Amalie regierte als Vormund bis zu seiner Volljährigkeit.

## Wirken in Usingen
Wilhelm Heinrich gründete 1707 den nach ihm benannten Ort Wilhelmsdorf. Die Wilhelm-Heinrich-Straße in Wilhelmsdorf ist nach ihm benannt. Am dortigen Alten Rathaus ist seit 2013 eine Plakette mit seinem Bild angebracht.

## Militärische Karriere
Wie sein Vater, so war auch Wilhelm Heinrich im Militärdienst. 1691 trat er als Rittmeister in niederländische Dienste und führte 1701 bis 1707 als Oberst das Regiment Walen. In der Schlacht bei Ekeren wurde er am 30. Juni 1703 verwundet.